# Bataillon de tirailleurs sénégalais de renfort no 1
Pour les articles homonymes, voir 1er bataillon et BTSR.
Le bataillon de tirailleurs sénégalais de renfort no 1 (BTSR no 1) est une ancienne unité militaire des troupes coloniales françaises stationnée dans la colonie de Madagascar de 1947 à 1949. Elle participe à la répression de l'insurrection malgache de 1947.

## Historique
Le bataillon, initialement destiné à rejoindre l'Indochine, est formé au camp de Caïs (Fréjus) sous le nom de détachement de renfort no 101 en février 1947. Il débarque à Tamatave le 17 ou le 20 mai et commence les opérations de lutte contre les insurgés à partir du 20 dans la région en Moramanga et Tamatave. Ses effectifs sont dispersées dans de nombreux postes pour protéger les environs de la voie ferrée entre ces deux villes,.
Le poste de commandement du bataillon s'installe à Fénérive en août 1947 tandis que le bataillon continue de mener des opérations dans la région de Tamatave. C'est dans cette ville qu'il est dissous en octobre 1949.

## Chefs de corps
Le bataillon est commandé par le chef de bataillon Volff puis par le chef de bataillon Harant.

## Insigne
L'insigne du bataillon présente un caïman lové autour de l'ancre des troupes coloniales. L'ancre porte sur le jas l'inscription BTSR no 1. Il est homologué H.579 en novembre 1947.